# Atlantik-Brücke
Atlantik-Brücke è la principale associazione privata senza scopo di lucro per promuovere la comprensione tedesco-americana e l'atlantismo. Fondata ad Amburgo nel 1952, tra il 1983 e il 1999 si trovava a Bonn e ora a Berlino.
L'associazione organizza conferenze, seminari e colloqui solo su invito. Attraverso vari programmi per "giovani leader", ufficiali militari, giornalisti e studenti, Atlantik-Brücke promuove le reti sociali tra i leader attuali e futuri nelle imprese e negli affari mondiali. Atlantik-Brücke assegna anche premi in onore di Vernon A. Walters e Eric M. Warburg. Atlantik-Brücke consegna ogni anno il premio George HW Bush, un premio assegnato a coloro che hanno migliorato le relazioni tedesche e statunitensi. È stato dato per la prima volta nell'agosto 2015 al suo omonimo, lo statista statunitense Pres. George H. W. Bush nella sua residenza Walker's Point Estate, Maine.

## Young Leaders
Le due conferenze Atlantik-Brücke Young Leaders ricevono più di 500 candidature all'anno, da cui vengono scelti 120 Young Leaders con l'aiuto di un comitato direttivo di leader politici, economici e accademici. Sessanta Young leaders vengono scelti per la Conferenza tedesco-americana (30 americani e 30 tedeschi) e sessanta sono scelti per la Conferenza europea. Dal 2011, la Conferenza dei giovani leader tedesco-americani è in corso da 33 anni.

### Alunni prominenti di Young Leaders
- Christian Wulff, ex presidente federale della Germania
- Thomas de Maizière, ex ministro federale dell'interno
- Karl-Theodor zu Guttenberg, ex ministro federale della difesa
- Michael Otto, presidente del consiglio di vigilanza di Otto Group
- Jürgen Großmann, presidente del consiglio di amministrazione di RWE
- Thomas Enders, presidente e CEO di Airbus Industries
- Paul-Bernhard Kallen, presidente del consiglio di amministrazione di Hubert Burda Media Holding
- Hans-Gert Pöttering, ex presidente del Parlamento europeo
- Charles Schumer, senatore degli Stati Uniti per New York
- Cem Özdemir, presidente di Alleanza 90/I Verdi
- Edelgard Bulmahn, membro del parlamento; ex ministro federale dell'istruzione e della ricerca
- Michael Vassiliadis, presidente del Consiglio di IG BCE – Mining, Chemical and Energy Industrial Union
- Wolfgang Ischinger, ex ambasciatore della Germania negli Stati Uniti
- Richard Burt, ex ambasciatore degli Stati Uniti in Germania
- Silvana Koch-Mehrin, vicepresidente del Parlamento europeo
- Craig Kennedy, presidente del German Marshall Fund of the U.S.
- Kai Diekmann, redattore capo di BILD Zeitung
- Katja Gloger, redattore capo di STERN Magazin
- Joshua Bolten, ex White House Chief of Staff, Presidente George W. Bush

## Estratto dell'elenco dei membri
Di seguito è possibile trovare un estratto dell'elenco dei membri dell'Atlantic Brücke e.V.
- Philip D. Murphy, ex ambasciatore degli Stati Uniti in Germania
- Henry Kissinger, ex segretario di Stato degli Stati Uniti d'America
- Josef Ackermann, ex CEO di Deutsche Bank, Germania
- Karl-Theodor zu Guttenberg, ex ministro federale della difesa
- Helmut Kohl, ex cancelliere della Germania
- Helmut Schmidt, ex cancelliere della Germania
- Rupert Stadler, ex presidente di Audi AG
- Torsten Oltmanns, Global Marketing Director presso Roland Berger Strategy Consultants
- Joachim Gauck, ex presidente della Germania
- Angela Merkel, ex cancelliere della Germania